# عنكبوت صياد أحمر بني
عنكبوت صياد أحمر بني (الاسم العلمي:Eusparassus rufobrunneus) هو نوع من العنكبوتيات يتبع جنس العنكبوت الصياد من فصيلة العناكب الصيادة.